# Digitale piano
Een digitale piano is een elektronisch muziekinstrument dat een akoestische piano zowel klankmatig als in aanslaggevoeligheid nabootst.

## Uiterlijk
Een digitale piano heeft evenals een akoestische piano een klavier en lijkt daardoor op een gewone piano, maar is kleiner en compacter. Het instrument heeft hetzelfde aantal toetsen.
Ook beschikt het over 1, 2 of 3 pedalen die dezelfde functies hebben als bij de akoestische piano.
De toetsen werken meestal hetzelfde als bij een echte piano. Ze zijn aanslaggevoelig en hebben soms zelfs hamers aan de toetsen. Soms bevat dit instrument zelfs een knop om de aanslaggevoeligheid aan en uit te zetten. Wat het klavier betreft is het enige verschil dat er geen snaren worden aangeslagen, maar een elektrisch circuit wordt geactiveerd.

## Kenmerken

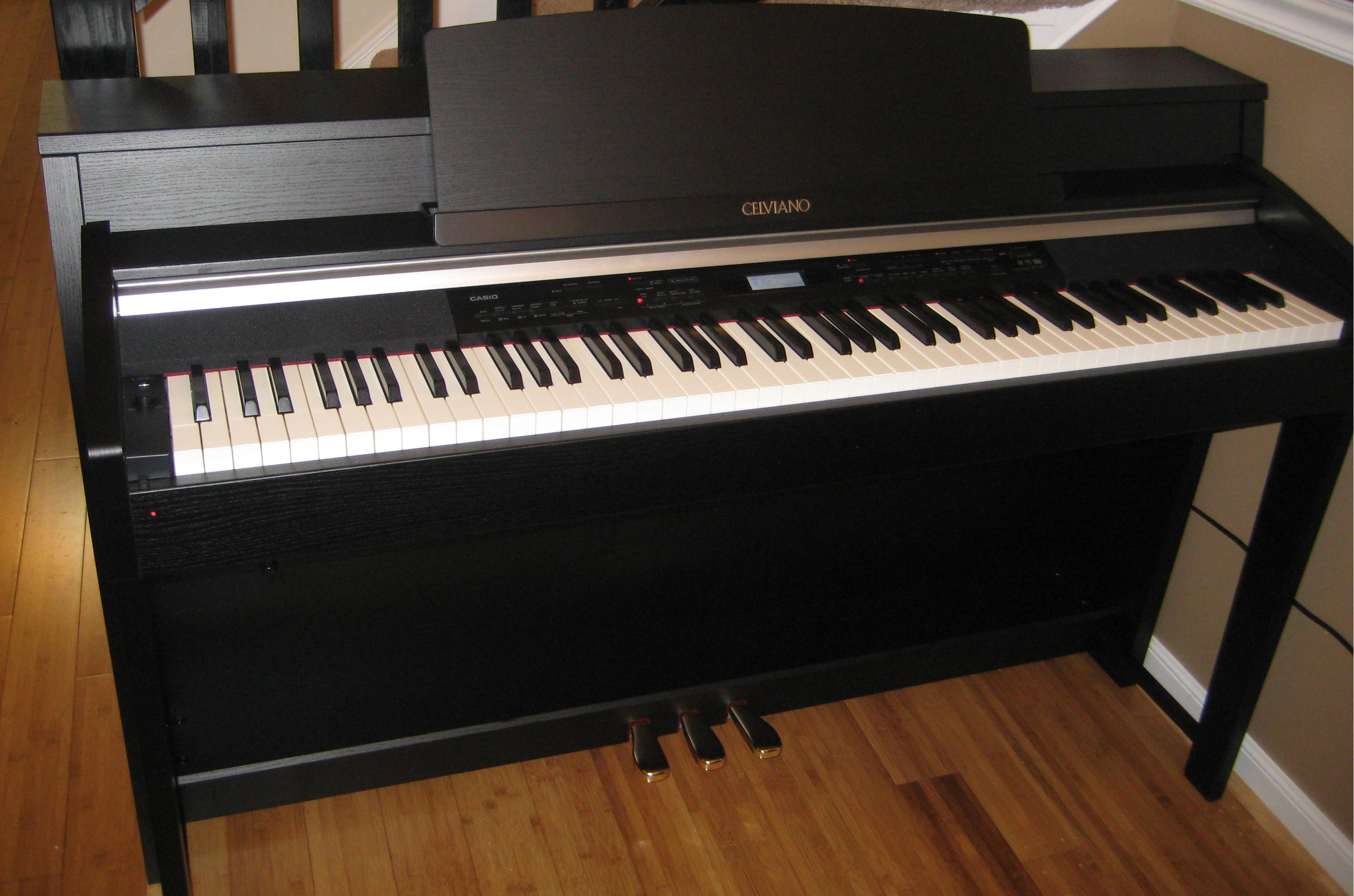
Casio Celviano

Enkele typerende kenmerken van een digitale piano zijn:
- Volumeknop, aansluiting voor een hoofdtelefoon
- Weinig onderhoud, in tegenstelling tot een akoestische piano
- Bevat een MIDI-interface
- Kan ondersteuning voor het leren bespelen van piano bevatten
- Heeft vaak een mogelijkheid voor transponeren
- Er zijn geen microfoons nodig voor het opnemen van muziek
- Bepaalde modellen zijn draagbaar
- Bevat vaak meerdere ingebouwde klanken, zoals strijkers, elektrische piano's, orgels, gitaren en vibrafoons.
- Heeft een gewogen klavier

## Typen

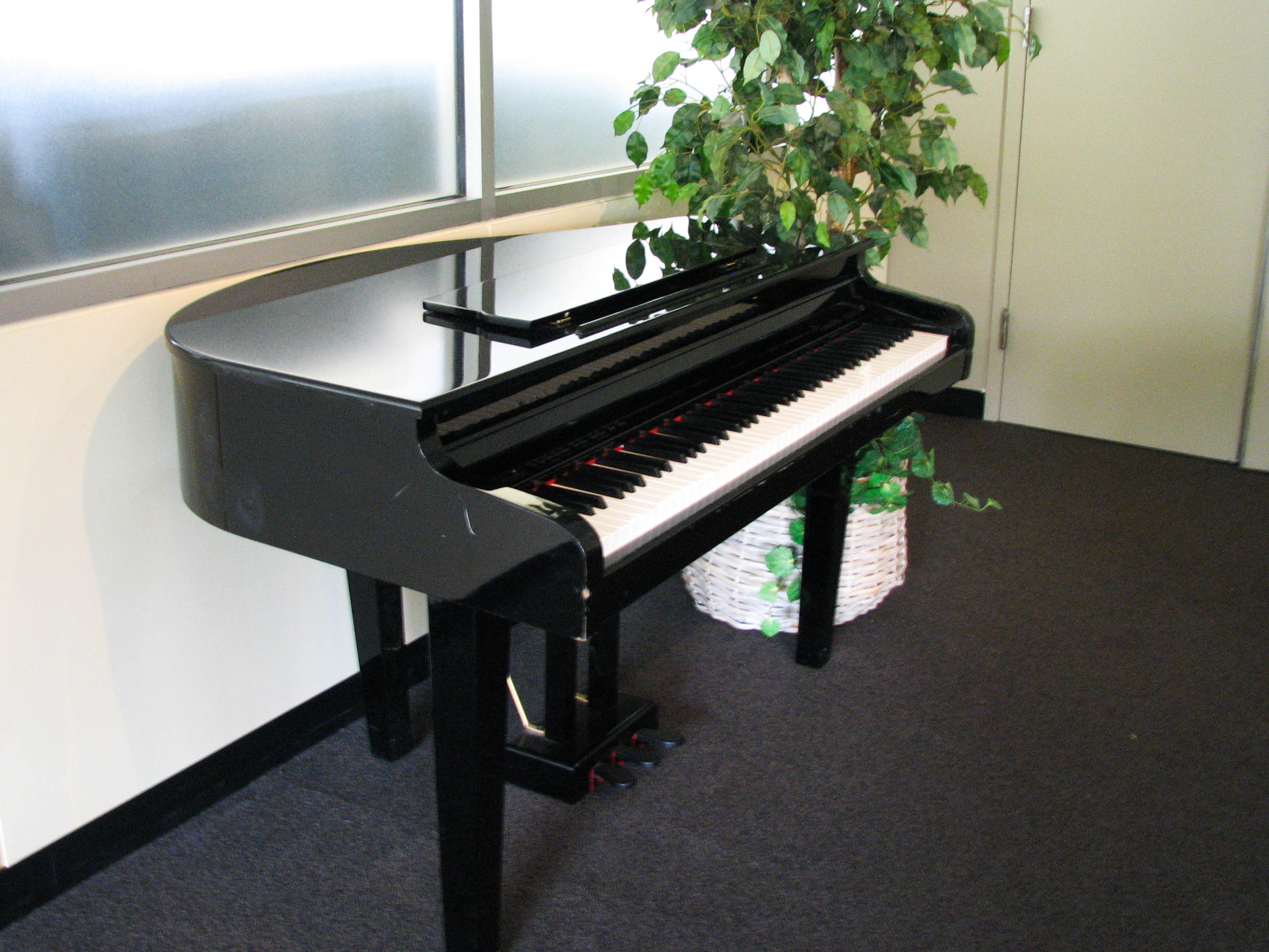
Een baby grand piano.

Er zijn een aantal verschillende types digitale piano's 
- Stage piano: een compact en draagbaar model, vooral gemaakt om mee te "toeren" al dan niet met ingebouwde speakers

- Home piano: met een ingebouwde versterker en speakers

- Grandtouch: bevat echte hamers om de originele piano-aanslag te simuleren

Tegenwoordig zijn er digitale piano's met ingebouwde microfoon. Deze vangt het geluid uit de luidsprekers op en probeert zo het galmen van het klankbord te simuleren. Hiermee kan ook zang vanachter de piano worden versterkt.

## Geluid
De digitale piano beschikt meestal over samples. Dit zijn kleine stukjes opgenomen geluid die afgespeeld worden bij het aanslaan van een toets.  De modernere digitale piano's beschikken voor ieder deelgeluid over een aparte sample: voor de hamer, de snaar en wat er na het aanslaan in de klankkast gebeurt. Wanneer een toets zacht aangeslagen wordt geeft dit een ander geluid dan wanneer er hard aangeslagen wordt. Op deze manier streeft de fabrikant naar een zo natuurgetrouw mogelijke klanknabootsing van de echte akoestische piano. 
Vaak beschikt een digitale piano ook andere klanknabootsingen zoals een orgel, strings, klavecimbel, of variaties daarvan.
De laatste jaren zijn er ook piano’s op de markt die hun geluid via synthese opwekken. Deze techniek werd in de jaren 1980 ook gebruikt, maar kon door de beperkte processorkracht nog niet erg overtuigen en verloor het van samplingtechniek. Met de kracht van hedendaagse processors kan wel een overtuigend pianogeluid via synthese bereikt worden. Een verschil met sample-based piano’s is dat de akoestische eigenschappen van een akoestische piano ook in de samenklank van meerdere tonen gesimuleerd kunnen worden.

## Aansluitingen

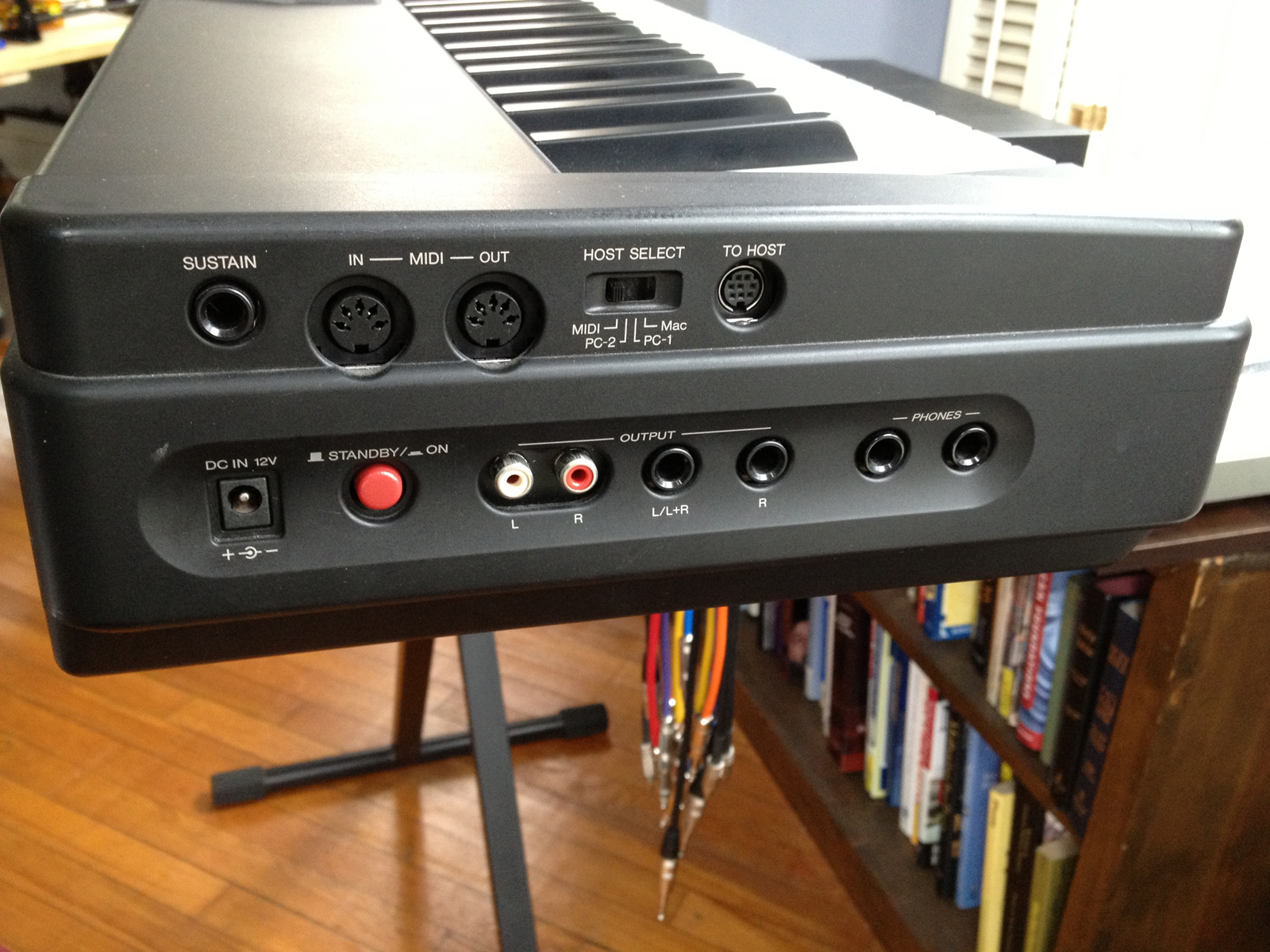
Aansluitingen op een Yamaha P80.

De digitale piano beschikt niet over een klankkast. Het geluid wordt hoorbaar door interne luidsprekers. Vaak beschikt een digitale piano over een lijnuitgang, wat inhoudt dat de geluiden die de digitale piano produceert naar een extern audioapparaat kunnen worden gestuurd. Dit externe apparaat kan bijvoorbeeld een mengpaneel of opnameapparatuur zijn.
Een digitale piano kan tevens een lijningang hebben. Daarmee is het mogelijk geluid van een externe bron af te spelen via de luidsprekers of koptelefoonuitgang van de digitale piano. Deze externe bron kan bijvoorbeeld een mengpaneel of een cd-speler zijn.
MIDI-aansluitingen zijn in de meeste gevallen standaard aanwezig. Hiermee kunnen digitale gegevens ontvangen en verzonden worden van en naar andere elektrische toetsinstrumenten, sequencers of een computer.

## Voor- en nadelen

### Voordelen
- Een digitale piano is eenvoudiger te verplaatsen dan een echte piano.
- Een digitale piano is meestal goedkoper dan een akoestische: er zijn al top-digitale piano's, voor de prijs van een instap-akoestische piano.
- Door de line-in, line-out en midi-ingang is het instrument praktischer dan een akoestisch instrument voor opnames en versterking.
- Vrijwel elke digitale piano heeft een jack-aansluiting waaraan een koptelefoon kan worden aangesloten, waardoor het mogelijk is te oefenen zonder andere mensen te storen.
- Een digitale piano laat heel wat muzikale creativiteit toe: opnemen, andere geluiden, componeren, aansluiten aan een computer, enz.
- Een digitale piano hoeft niet gestemd worden, en is ook niet onderhevig aan schommelingen in temperatuur of luchtvochtigheid.

### Nadelen
- De klank van een akoestische piano is afhankelijk van heel wat factoren, onder andere van de combinatie van toetsen die je op dat moment speelt. Het zal dus nooit mogelijk zijn om aan de hand van samples (opnames) een exacte kopie weer te geven van het akoestisch geluid. Zo zullen "resonanties" tussen de verschillende snaren slechts bij benadering worden weergegeven. Hierin zal in de toekomst verandering komen, door gebruik te maken van zogenaamde "virtual modelling technologie". Hierdoor wordt het geluid niet meer via "opnames" gemaakt, maar in real time berekend via wiskundige formules (dit principe wordt onder andere toegepast in de Roland V-piano). Deze technologie is echter nog in een pril stadium en nog vrij duur.
- Het toetsgevoel ("toucher", de aanslaggevoeligheid) van de digitale piano zal altijd verschillend blijven van dat van de akoestische piano. De betere digitale piano kan het anderzijds wel al vrij goed nabootsen.
- De digitale piano is gestemd in de gelijkzwevende stemming en daarmee ongeschikt voor muziek die in een andere stemming is geschreven zoals de welgetemperde stemming of de middentoonstemming. Tegenwoordig is het in de meeste modellen wel mogelijk om van stemming te veranderen.
- Er is stroomvoorziening nodig.

## Silent piano
Een silent piano (stille piano) is een akoestische piano met een ingebouwde digitale functionaliteit. In silent-modus raken de hamers de snaren niet, terwijl sensoren de bewegingen registreren en vertalen in digitale geluiden. De pianist is in staat te kiezen tussen akoestisch pianospel en silent pianospel via een hoofdtelefoon of opnameapparatuur. Silent piano's zijn zeer geschikt wanneer spelen niet altijd mogelijk is in verband met geluidsoverlast. Een gewone akoestische piano kan ook worden omgebouwd tot een silent piano. Hiervoor zijn losse silent systemen verkrijgbaar die in een dergelijke piano kunnen worden ingebouwd. Ook hierbij kan gekozen worden tussen akoestisch of silent pianospel.

## Fabrikanten
Enkele bekende fabrikanten van digitale piano's zijn Casio, Clavia, Kawai, Korg, Kurzweil, Roland en Yamaha.

## Zie  ook
- Elektronisch orgel
- Rhodes
- Silent piano
- Disklavier